# Эфендиев, Шамиль Султанович
Шамиль Султанович Эфендиев (азерб. Şamil Sultan oğlu Əfəndiyev; 13 октября 1972, Дагестанская АССР, СССР) — российский и азербайджанский борец вольного стиля, участник Олимпийских игр 2000 года.

## Спортивная карьера
В 1994 году стал серебряным призёром чемпионата России. В составе сборной Азербайджана участвовал на чемпионате мира, Европы, также на Олимпийских играх 2000 года, однако медалей на этих турнирах не завоевал.

## Результаты на крупных международных соревнованиях
- Чемпионат мира по борьбе 1997 — 7;
- Чемпионат мира по борьбе 1998 — 11;
- Чемпионат Европы по борьбе 2000 — 4;
- Олимпийские игры 2000 — 7;

## Спортивная династия Эфендиевых
Шамиль Эфендиев — представитель известной спортивной династии Эфендиевых.
- Двоюродный брат — Осман Сулейманович Эфендиев, заслуженный мастер спорта СССР по вольной борьбе, серебряный призёр чемпионата мира и Кубка мира 1982 года
- Дядя — Сулейман Абдурагимович Эфендиев, мастер спорта СССР по вольной, греко-римской борьбе и самбо.[2]
- Отец  — Султан Абдурагимович Эфендиев, мастер спорта СССР по вольной борьбе. Чемпион РСФСР 1960 года.
- Брат отца — Нариман Абдурагимович Эфендиев, мастер спорта СССР по вольной борьбе.
- Двоюродный брат — Заур Сулейманович Эфендиев, мастер спорта СССР и России по вольной борьбе. Серебряный призёр чемпионата России 1994 года.
- Двоюродный племянник — Заур Османович Эфендиев, бронзовый призёр Универсиады и Средиземноморских игр.
- Брат — Марат Султанович Эфендиев, мастер спорта России по вольной борьбе.

## Личная жизнь
Является выпускником ДГТУ.